# Alegeri parlamentare în Țările de Jos, 2021
Alegerile parlamentare din 2021 în Țările de Jos au avut loc în perioada 15-17 martie. Procentul prezenței la vot a fost de aproximativ 78,71%.

## Rezultate
Rezultatele oficiale au fost publicate de către Comisia Electorală pe 26 martie 2021.